# マーサ・ワイズ
マーサ・ワイズ (英: Martha Wise、旧姓: ハーゼル <英: Hasel>、1884年 - 1971年6月28日) はアメリカ合衆国の毒殺犯である。夫が死亡してから新しい愛人と関係を持ったが、家族から関係を絶つように強制された。マーサは17人の家族に毒を盛って報復した。17人中3人が死亡した。弁護側はマーサは精神障害を抱えており、愛人がマーサに毒を盛るように命令したと主張した。しかし、マーサは1名の殺人で有罪となった。当時のオハイオ州で最もセンセーショナルな事件の1つと考えられている。

## 事件以前
マーサ・ワイズは1884年にオハイオ州ハードスクラブルで生まれた。母親はソフィー・ハーゼル (英: Sophie Hasel) である。両親はどちらも農民だった。マーサには3人の兄弟と1人の姉妹がいたが、当時の情報源には兄弟の1人の名前がフレッド (英: Fred) であるとしか言及されていない。1906年、マーサはボックス・ソーシャルでかなり年上のアルバート・ワイズ (英: Albert Wise) と出会った。2人は結婚したが、アルバートは結婚指輪を与えなかった。
夫婦生活は幸福なものではなかった。マーサはアルバートの50エーカー (0.2平方キロメートル) の広さの農場へ転居した。すぐに、夫は妻であることよりも働き手であることを望んでいることに気が付いた。生活は両親と一緒に暮らしていた頃と劣らず貧しかった。妊娠しているときでさえも、パン焼きや掃除といった家事だけでなく、一般には男性中心とされる農業の仕事を強制された (農地の耕作や豚への残飯の餌やりなど)。夫婦の最初の子供のアルバート (英: Albert) は幼い頃に死亡した。他にも4人の子供がおり、こちらは無事に成長した。エベレット (英: Everett)、ガートルード (英: Gertrude)、ケネス (英: Kenneth)、レスター (英: Lester) である。
当時のマーサの主な気晴らしは葬式だった。ハードスクラブルやその近くで葬式があれば、知人の葬式でもそうでなくてもほとんど逃さず赴いた。問われると、葬式が好きだからとだけ答えた。1923年、アルバート・ワイズが突然に死亡した。40歳の未亡人と4人の子供が残された。マーサの奇行と葬式への執着はいっそう際立った。葬式に参加するだけでなく、死者が誰であっても公然と泣き叫び、悲しみ嘆くようになった。

## 謎の死
アルバートの死から1年のうちに、マーサは新しい愛人を作った。愛人のウォルター・ジョーンズ (英: Walter Johns) は隣接する農地で農場労働者として働いていた人物である。この関係にハーゼル一家は難色を示した。母親とおばのリリー・ギンケ (英: Lily Gienke)は、露骨にマーサと愛人との関係を断ち切らせたがった。1924年の末までに、マーサは渋々これに従い、ジョーンズとの関係は終わった。ジョーンズはクリーブランドへ転居し、2人の交際は途絶えた。
1924年の感謝祭の夜、マーサの母親を含む家族の数名が深刻な胃腸疾患を患った。他の家族はすぐに回復したが、母親のソフィーの病気は悪化し、1924年12月13日に死亡した。年越しの日にも異変が起きた。リリー・ギンケとその夫のフレッド (英: Fred)、2人の子供の数名が腹痛に苦しみ始めた。その病状はソフィーが死ぬ前に経験したものと同様だった。数名が入院し、リリーとフレッドの両名は1925年2月までに死亡した。合計で17人の親類が1924・1925年の秋と冬に同じ症状を起こした。ギンケの4人の子供は体の一部に麻痺が残った。

## 捜査
ギンケ夫妻の死後、当局は相次いだ死の捜査に乗り出した。郡保安官のフレッド・ロション (英: Fred Roshon) はすぐに、マーサが大量のヒ素を購入するために地元の薬局で署名したことを突き止めた。検死によりリリーの消化管にヒ素が存在することが確認された。マーサは尋問のために保安官に連行されると、最初はネズミ取りのためにヒ素を買ったと主張した。しかし、最終的には、家族が使うバケツやコーヒーポットにヒ素を入れて家族に毒を盛ったことを白状した。

## 裁判
1925年3月23日の大陪審では、マーサはリリーを殺害した容疑に対して無罪を主張した。マーサは、葬式に出たいという衝動を抑えられず、地元で葬式があまり開かれなかったときに、人を殺して葬式を作り出したくなったと供述した。1925年4月7日、大陪審はマーサを第一級殺人で起訴した。
1925年5月4日にマーサの裁判が始まった。弁護人はジョセフ・プリチャード (英: Joseph Pritchard) が、検察官はジョセフ・シーモア (英: Joseph Seymour) が務めた。弁護側は、マーサは刑法上精神異常であると主張し、かつての愛人のウォルター・ジョーンズに殺人を命令されたとも主張した。数多くのことが弁護の妨げとなった。5月6日にマーサの義理の姉妹のイーディス・ハーゼル (英: Edith Hasel) が自殺し、続いてイーディスの夫のフレッド・ハーゼル (英: Fred Hasel) が虚脱に陥った。2人は弁護側の証言の準備をしていた。さらに、フランク・メッガー (英: Frank Metzger) という男性が証言を撤回した。メッガーは反対尋問の際に、弁護側がマーサが精神異常であるという主張を支持する偽証をするように依頼したと語った。そのうえ、マーサ自ら、自身が悪魔に唆されて殺人を犯したと供述した。マーサの息子のレスターや、ギンケの3人の子供たちもマーサにとって不利になる証言をした。
陪審は1時間の審議の後、マーサに対して第一級殺人で有罪という評決を下した。陪審は判決に慈悲を求め、裁判官はマーサに終身刑の判決を下した。行政官減刑でのみ放免の可能性があった。

## その後の生涯
1962年、マーサは刑務所での態度が良好だったことから、オハイオ州知事のマイケル・ディセル (英: Michael DiSalle) は第二級殺人に減刑し、マーサは79歳で仮釈放となった。マーサの家族はマーサを受け容れることを拒絶し、老人向けの保養所の数多くが同様に居住を断った。マーサは行き場が無かったため、3日間のうちに刑務所へ戻った。マーサの仮釈放と減刑は取り消された。マーサは1971年6月28日に刑務所で死亡した。

## メディアでの扱い
マーサ・ワイズは1930年のToledo News-Beeでの愚行を働いて破滅した女性を紹介するシリーズ記事で特集された。1962年のセント・ジョセフ・ガゼットの記事では、マーサの事件は当時のオハイオ州で最も話題になった事件として扱われ、マーサは"poison widow of Hardscrabble" (直訳すると「ハードスクラブルの毒後家」) や"poison fiend" (直訳すると「毒の悪鬼」) と呼ばれた。インベスティゲーション・ディスカバリーのシリーズDeadly Womenの2008年のエピソードでも特集された。